# Oscar Wauters
Oscar Alexandre Léonard Wauters (Bruxelles, 24 maggio 1936 – Talence, 5 gennaio 2021) è stato un cestista belga.

## Carriera
Con il Belgio ha disputato i Campionati europei del 1961.